# هوارد سوترمايستر ميريت
هوارد سوترمايستر ميريت (بالإنجليزية: Howard Sutermeister Merritt)‏ هو أستاذ جامعي أمريكي، ولد في 12 يونيو 1915، وتوفي في 25 يونيو 2007.